# Diocesi di Monterey

Mappa del territorio dell'Alta California, su cui avevano giurisdizione i vescovi di Monterey, dopo la divisione della California a seguito del trattato di Guadalupe Hidalgo del 1848.

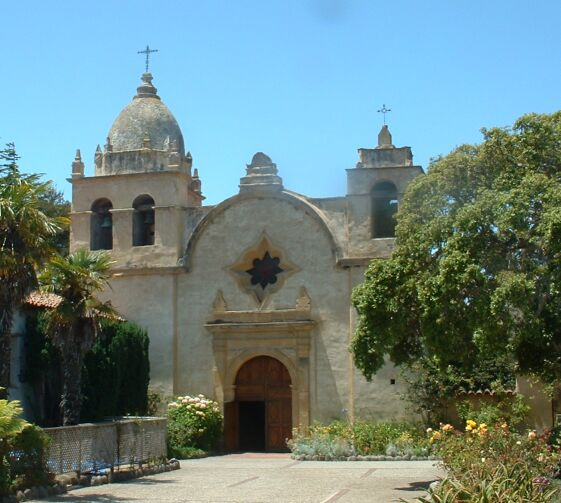
La basilica minore di Carmel-by-the-Sea.

La diocesi di Monterey (in latino Dioecesis Montereyensis in California) è una sede della Chiesa cattolica negli Stati Uniti d'America suffraganea dell'arcidiocesi di Los Angeles. Nel 2023 contava 215.000 battezzati su 1.072.786 abitanti.

## Territorio
La diocesi comprende quattro contee della costa centrale della California: Monterey, Santa Cruz, San Benito e San Luis Obispo.
Sede vescovile è la città di Monterey, dove si trova la cattedrale di San Carlo Borromeo (San Carlos Borromeo). A Carmel-by-the-Sea sorge la basilica minore di Nostra Signora e Santa Teresa.
Il territorio si estende su 21.196 km² ed è suddiviso in 46 parrocchie.

## Storia
Le prime missioni cattoliche in California risalgono alla fine del XVII secolo, ma fu soprattutto con i francescani nel XVIII secolo, che si istituirono missioni stabili, grazie in particolare all'opera di Junípero Serra, che nel 1769 fondò la missione di San Carlo Borromeo di Monterey, allora centro militare e capitale della California del periodo coloniale.
La giurisdizione sulle missioni francescane in California fu disputata dai vescovi di Durango e di Guadalajara, fino al 9 maggio 1779, quando, con l'erezione della diocesi di Sonora (oggi arcidiocesi di Hermosillo), le missioni delle due Californie furono sottomesse alla giurisdizione dei vescovi della nuova diocesi.
La diocesi della California fu eretta il 27 aprile 1840 con il breve Apostolicam sollicitidinem di papa Gregorio XVI, ricavandone il territorio dalla diocesi di Sonora. Comprendeva le due Californie, ossia la regione statunitense dell'Alta California (che sommava i territori degli attuali stati di California, Utah, Nevada e parte di Arizona e Wyoming) e quella messicana, oggi divisa negli stati della Bassa California e della Bassa California del Sud. Sede della nuova diocesi, suffraganea dell'arcidiocesi di Città del Messico, era la città di San Diego, dove fu eretta la cattedrale.
A seguito del trattato di Guadalupe Hidalgo del 1848, la California fu divisa fra Messico e Stati Uniti. Il 20 novembre 1849 la parte americana dell'antica diocesi assunse il nome di diocesi di Monterey, a seguito del trasferimento in questa città della sede vescovile, che divenne immediatamente soggetta alla Santa Sede. La giurisdizione sulla Bassa California si protrasse fino al 21 dicembre 1851, e dall'anno seguente la penisola fu incorporata nell'arcidiocesi di Città del Messico.
Su richiesta dei vescovi americani, riuniti nel primo concilio plenario di Baltimora (1852), la Santa Sede decise la divisione della diocesi di Monterey e l'erezione di una nuova sede metropolitana. Il 29 luglio 1853, con la bolla Ad animarum regimen di papa Pio IX, la diocesi di Monterey cedette una porzione del suo territorio a vantaggio dell'erezione dell'arcidiocesi di San Francisco, della quale la diocesi di Monterey divenne suffraganea.
Il vescovo Thaddeus Amat y Brusi (1853-1878) pose la sede della diocesi dapprima a Santa Barbara e poi a Los Angeles, città che verso la metà dell'Ottocento aveva visto crescere notevolmente la sua popolazione. Questo trasferimento fu ufficialmente sancito dalla Santa Sede con decreto di Propaganda Fide del 9 luglio 1859, con il quale la diocesi assunse il nome di Monterey-Los Angeles. A Los Angeles il vescovo Amat fece costruire la nuova cattedrale, dedicata a Santa Bibiana, aperta nel 1876.
Il 1º giugno 1922, in forza della bolla Romani Pontifices di papa Pio XI, per la vastità della sua estensione, la diocesi di Monterey-Los Angeles fu divisa in due: la parte meridionale andò a costituire la diocesi di Los Angeles-San Diego (oggi arcidiocesi di Los Angeles), mentre con la parte settentrionale fu eretta la diocesi di Monterey-Fresno, con sede nella città di Fresno, dove fu eretta a cattedrale la chiesa di San Giovanni Battista.
L'11 luglio 1936 la diocesi di Monterey-Fresno entrò a far parte della provincia ecclesiastica dell'arcidiocesi di Los Angeles.
Infine, il 6 ottobre 1967 per effetto della bolla De fidelium bono di papa Paolo VI la diocesi si è divisa ancora una volta, dando origine alla diocesi di Fresno e alla diocesi di Monterey nei suoi confini attuali.
Il 28 agosto 1968, con la lettera apostolica Evangelii praeconum, lo stesso papa Paolo VI ha proclamato la Beata Maria Vergine, invocata con il titolo di Our Lady of Bethlehem, e San Carlo Borromeo patroni principali della diocesi, San Patrizio e Santa Teresa del Bambin Gesù patroni secondari.

## Cronotassi dei vescovi
Si omettono i periodi di sede vacante non superiori ai 2 anni o non storicamente accertati.
- Francisco José Vicente Garcia Diego y Moreno, O.F.M.Obs. † (27 aprile 1840 - 30 aprile 1846 deceduto)
  - José Maria González Rúbio, O.F.M. † (1846 - 1850 dimesso) (amministratore)[9]
- José Sadoc Alemany y Conill, O.P. (31 maggio 1850 - 29 luglio 1853 nominato arcivescovo di San Francisco)
- Thaddeus Amat y Brusi, C.M. † (29 luglio 1853 - 12 maggio 1878 deceduto)
- Francisco Mora y Borrell † (12 maggio 1878 succeduto - 13 marzo 1896 dimesso[10])
- George Thomas Montgomery † (6 maggio 1896 succeduto - 17 settembre 1902 nominato arcivescovo coadiutore di San Francisco[11])
- Thomas James Conaty † (27 marzo 1903 - 18 settembre 1915 deceduto)
- John Joseph Cantwell † (21 settembre 1917 - 1º giugno 1922 nominato vescovo di Los Angeles-San Diego)
- John Bernard MacGinley † (24 marzo 1924 - 26 settembre 1932 dimesso[12])
- Philip George Scher † (28 aprile 1933 - 3 gennaio 1953 deceduto)
- Aloysius Joseph Willinger, C.SS.R. † (3 gennaio 1953 succeduto - 16 ottobre 1967 dimesso[13])
- Harry Anselm Clinch † (16 ottobre 1967 - 19 gennaio 1982 dimesso)
- Thaddeus Anthony Shubsda † (26 maggio 1982 - 26 aprile 1991 deceduto)
- Sylvester Donovan Ryan (28 gennaio 1992 - 19 dicembre 2006 ritirato)
- Richard John Garcia † (19 dicembre 2006 - 11 luglio 2018 deceduto)[14]
- Daniel Elias Garcia (27 novembre 2018 - 2 luglio 2025 nominato vescovo di Austin)

## Statistiche
La diocesi nel 2023 su una popolazione di 1.072.786 persone contava 215.000 battezzati, corrispondenti al 20,0% del totale.
| anno | popolazione | popolazione | popolazione | presbiteri | presbiteri | presbiteri | presbiteri                | diaconi | religiosi | religiosi | parrocchie |
| anno | battezzati  | totale      | %           | numero     | secolari   | regolari   | battezzati per presbitero | diaconi | uomini    | donne     | parrocchie |
| ---- | ----------- | ----------- | ----------- | ---------- | ---------- | ---------- | ------------------------- | ------- | --------- | --------- | ---------- |
| 1924 | 50.000      | ?           | ?           | ?          | ?          | 60         | 833                       |         | ?         | ?         | 42         |
| 1933 | 79.000      | ?           | ?           | ?          | ?          | 99         | 797                       |         | ?         | ?         | 54         |
| 1946 | 79.000      | ?           | ?           | ?          | ?          | 130        | 1.284                     |         | 14        | 363       | 65         |
| 1950 | 71.542      | 187.767     | 38,1        | 166        | 120        | 46         | 430                       |         | 74        | 367       | 73         |
| 1954 | 300.788     | 1.080.348   | 27,8        | ?          | ?          | 220        | 1.367                     |         | 60        | 480       | 99         |
| 1966 | 431.719     | 1.653.900   | 26,1        | 275        | 186        | 89         | 1.569                     |         | 99        | 606       | 113        |
| 1970 | 100.000     | 500.000     | 20,0        | 129        | 80         | 49         | 775                       |         | 72        | 132       | 43         |
| 1976 | 75.802      | 379.000     | 20,0        | 122        | 83         | 39         | 621                       |         | 64        | 245       | 43         |
| 1980 | 98.000      | 498.000     | 19,7        | 116        | 85         | 31         | 844                       |         | 57        | 203       | 43         |
| 1990 | 163.500     | 826.350     | 19,8        | 131        | 98         | 33         | 1.248                     | 4       | 67        | 164       | 45         |
| 1999 | 179.110     | 895.550     | 20,0        | 98         | 81         | 17         | 1.827                     | 3       | 52        | 117       | 46         |
| 2000 | 295.660     | 895.550     | 33,0        | 116        | 89         | 27         | 2.548                     | 2       | 74        | 116       | 46         |
| 2001 | 313.405     | 949.300     | 33,0        | 91         | 71         | 20         | 3.444                     | 2       | 60        | 108       | 47         |
| 2002 | 315.902     | 957.279     | 33,0        | 117        | 86         | 31         | 2.700                     | 3       | 70        | 102       | 46         |
| 2003 | 319.437     | 967.992     | 33,0        | 104        | 81         | 23         | 3.071                     | 3       | 58        | 112       | 46         |
| 2004 | 193.598     | 967.992     | 20,0        | 121        | 93         | 28         | 1.599                     | 3       | 67        | 135       | 46         |
| 2013 | 202.847     | 1.014.237   | 20,0        | 125        | 90         | 35         | 1.622                     | 33      | 61        | 56        | 46         |
| 2016 | 208.100     | 1.040.498   | 20,0        | 123        | 85         | 38         | 1.691                     | 30      | 55        | 96        | 46         |
| 2019 | 211.900     | 1.059.520   | 20,0        | 128        | 101        | 27         | 1.655                     | 28      | 39        | 78        | 46         |
| 2021 | 210.639     | 1.053.093   | 20,0        | 125        | 95         | 30         | 1.685                     | 30      | 48        | 68        | 46         |
| 2023 | 215.000     | 1.072.786   | 20,0        | 95         | 64         | 31         | 2.263                     | 32      | 43        | 66        | 46         |